# Джеймс Кордън
Джеймс Кимбърли Кордън (на английски: James Kimberley Corden), OBE е английски актьор, комик, певец, сценарист, продуцент, телевизионен водещ, роден на 22 август 1978 г.. Той е водещ на The Late Late Show with James Corden, късно токшоу по CBS.
Заедно с уелската актриса Рут Джоунс, Кордън създава, написва в съавторство и участва в ситкома Гавин & Стейси (2007 – 2010 г.), за който печели награда на BAFTA за „Най-добър комедиен спектакъл“. Той е включен (заедно с британския изпълнител Дизи Раскал) в британския № 1 сингъл Shout, неофициален химн на националния отбор на Англия по футбол за Световното първенство в Южна Африка през 2010 г. Участвайки в британския благотворителен телемаратон Comic Relief през 2011 г., Кордън създава своя скеч Carpool Caraoke, докато пътува из Лондон и пее песни с Джордж Майкъл. От 2009 г. Кордън 5 пъти презентира церемонията на Brit Awards.
През 2011 г. играе главната роля в комедийната постановка One Man, Two Guvnors, които са преместени от Националния театър в Уест Eнд, а след това и на Бродуей, а също са излъчени по целия свят. За своето изпълнение на Бродуей Кордън печели през 2012 г. награда „Тони“ за Най-добра мъжка роля в пиеса.

## Биография

### Произход и образование
Кордън е роден в Хилингдън, Голям Лондон, син на Маргарет и Малкълм Кордън. Баща му е музикант в бенда на Кралските военновъздушни сили, а майка му е социален работник. Има по-голяма сестра Андреа Хенри и по-малка сестра Рут Кордън.
Израства в село Хейзълмиър (Hazlemere), графство Бъкингамшър и посещава Park Middle School и Holmer Green Upper School. Възпитаван е в църквата на Армията на Спасението, но не смята себе си за християнин.

### Кариера

#### Начало
Първата му поява на сцена е когато е на 18 г., с реплика в мюзикъла от 1996 г. Martin Guerre. Ранната му телевизионна работа включва Гарет Джоунс в сериала от 1999 г. Boys Unlimited. Участва в реклами на Tango през 1998 и играе ролята на ученик в Teachers. През 2000 г. има малка роля в епизод на Hollyoaks. Появява се като гост в Little Britain и Dalziel and Pascoe, и двете през 2004. Ранните филми на Кордън включват Whatever Happened to Harold Smith? (1999), Mike Leigh's All or Nothing (2002), Heartlands (2002), и Cruise of the Gods (2002).

#### The Late Late Show
На 8 септември 2014 г., каналът CBS обявява, че Кордън става хост на американското нощно токшоу The Late Late Show на 23 март 2015 година. Със 135 милиона гледания, неговото Carpool Caraoke по улиците на Лондон с Адел, скеч който показва в своето ток-шоу през януари 2016 г., е най-споделяното в YouTube видео на 2016 година.

## Личен живот
Кордън се жени за Джулия Кери за 15 септември 2012 година. Двойката има три деца: син Макс (род. 22 март 2011 г.) и дъщери Кери (род. 27 октомври 2014 г.) и Шарлот Кордън (род. 2017) Той е привърженик на клуба „Уест Хям Юнайтед“ F. C.от Висшата Лига.
Кордън става офицер на Ордена на Британската империя (OBE) през 2015 г., за заслуги към драмата. Той получава отличието от принцеса Ан по време на тържествена церемония в Бъкингамския Дворец на 25 юни.

## Филмография

### Филми
| Year | Title                                 | Role                        | Notes              |
| ---- | ------------------------------------- | --------------------------- | ------------------ |
| 1997 | Twenty Four Seven                     | Карл „Тонка“ Марш           |                    |
| 1999 | Whatever Happened to Harold Smith?    | Уолтър                      |                    |
| 2002 | All or Nothing                        | Рори                        |                    |
| 2002 | Heartlands                            | Шейди                       |                    |
| 2005 | Pierrepoint                           | Кърки                       |                    |
| 2006 | Heroes and Villains                   | Сам                         |                    |
| 2006 | The History Boys                      | Тимс                        |                    |
| 2006 | Starter for 10                        | Тон                         |                    |
| 2008 | How to Lose Friends & Alienate People | Post Modern Review Staff #2 |                    |
| 2009 | Lesbian Vampire Killers               | Флеч                        |                    |
| 2009 | Telstar                               | Clem Cattini                |                    |
| 2009 | The Boat That Rocked                  | Бърнард                     | Само изтрити сцени |
| 2009 | Planet 51                             | Войник Върнкот (глас)       |                    |
| 2010 | Gulliver's Travels                    | Джинкс                      |                    |
| 2010 | Animals United                        | Били морската котка (глас)  | English dub        |
| 2011 | The Three Musketeers                  | Планчет                     |                    |
| 2013 | One Chance                            | Пол Потс                    |                    |
| 2013 | Begin Again                           | Стив                        |                    |
| 2014 | Into the Woods                        | Пекарят                     |                    |
| 2015 | Kill Your Friends                     | Уолтърс                     |                    |
| 2015 | The Lady in the Van                   | Уличен търговец             |                    |
| 2016 | Norm of the North                     | Лорънс (глас)               | Британска версия   |
| 2016 | Trolls                                | Биги (глас)                 |                    |
| 2017 | The Emoji Movie                       | Hi-Five (глас)              |                    |
| 2018 | Peter Rabbit                          | Peter Rabbit (глас)         |                    |

### Телевизия
| Year         | Title                                  | Role                   | Notes                                           |
| ------------ | -------------------------------------- | ---------------------- | ----------------------------------------------- |
| 1998         | Renford Rejects                        | Razor #1               | Епизод: „Don Bruno“                             |
| 1999         | Boyz Unlimited                         | Гарет                  | 6 епизода                                       |
| 2000         | Hollyoaks                              | Уейн                   | Епизод: „1.524“                                 |
| 2000 – 2005  | Fat Friends                            | Джейми Раймър          | 20 епизода                                      |
| 2001         | Jack and the Beanstalk: The Real Story | Бран, синът на гиганта | Филм                                            |
| 2001 – 2003  | Teachers                               | Джеръми                | 9 епизода                                       |
| 2002         | Cruise of the Gods                     | Ръсел                  | Филм                                            |
| 2004         | Little Britain                         | Дюи Томас              | Епизод: „2.3“                                   |
| 2004         | Dalziel and Pascoe                     | Бен Форсайт            | Епизод: „The Price of Fame“                     |
| 2007 – 2010  | Gavin & Stacey                         | Смити                  | 20 епизода; също създател, сценарист, продуцент |
| 2009         | Horne & Corden                         | Различни герои         | 6 епизода; също сценарист                       |
| 2009         | The Gruffalo                           | Mouse (глас)           |                                                 |
| 2010–present | A League of Their Own                  | Себе си (хост)         | 67 епизода                                      |
| 2010 – 2011  | Doctor Who                             | Крейг Оуенс            | 2 епизода                                       |
| 2011         | Little Charley Bear                    | Разказвач (глас)       | 22 епизода                                      |
| 2011         | The Gruffalo's Child                   | Mouse (глас)           |                                                 |
| 2012         | Stella                                 | Стивън                 | Епизод: „1.10“                                  |
| 2013 – 2014  | The Wrong Mans                         | Фил Борн               | 8 епизода; също създател, сценарист             |
| 2015         | Roald Dahl's Esio Trot                 | Разказвач              | Филм                                            |
| 2015–present | The Late Late Show with James Corden   | Себе си (водещ)        | Също сценарист, продуцент                       |
| 2016         | 70th Tony Awards                       | Себе си (водещ)        |                                                 |
| 2016         | John Bishop: In Conversation With...   | Гост                   |                                                 |